# Лијешће (Сребреница)
Лијешће је насељено мјесто у општини Сребреница, Република Српска, БиХ. Према прелиминарним подацима пописа становништва 2013. године, у насељу је живјело 215 становника.

## Становништво
По попису из 1991. године, насељено мјесто Лијешће имало је 524 становника.
| Националност       | 1991. | 1981. | 1971. |
| Муслимани          | 377   | 428   | 366   |
| Срби               | 97    | 81    | 75    |
| Хрвати             |       | 1     |       |
| Југословени        | 9     |       |       |
| остали и непознато | 41    | 2     |       |
| Укупно             | 524   | 512   | 441   |

1. ↑  Муслимани се данас изјашњавају као Бошњаци.

| Демографија | Демографија | Демографија |
| Година      | Становника  | Становника  |
| ----------- | ----------- | ----------- |
| 1948.       | 284         |             |
| 1953.       | 305         |             |
| 1961.       | 333         |             |
| 1971.       | 441         |             |
| 1981.       | 512         |             |
| 1991.       | 524         |             |
| 2013.       | 266         |             |